# 新德镇
新德镇，是中华人民共和国四川省绵阳市三台县下辖的一个乡镇级行政单位。2019年12月，撤销永新镇，将其所属行政区域划归新德镇管辖，新德镇人民政府驻长福街1号。

## 行政区划
新德镇下辖以下地区：
场镇社区、新林村、桃园村、柳塘村、长埝村、会仙村、新梁村、福田村、马口村、富谷村、新渡村、马脊村和马蹄村。